# Zambana
Zambana (deutsch veraltet: Zalban) ist eine Fraktion der Gemeinde (comune) Terre d’Adige im Trentino in der autonomen Region Trentino-Südtirol.

## Geografie
Zambana liegt im Etschtal in der Rotaliana-Ebene etwa neun Kilometer nördlich von Trient. Bei Zambana mündet der Noce in die Etsch. Die Umgebung von Zambana ist ein bekanntes Spargelanbaugebiet im Trentino.

## Geschichte
Der Ort Zambana setzt sich aus den Ortsteilen Zambana vecchia (dt. Alt-Zambana) und Zambana nuova (dt. Neu-Zambana) zusammen. Ersterer liegt auf der orographisch linken Talseite und wurde am 7. August 1955 von einem durch ein starkes Gewitter ausgelösten Bergrutsch, bei dem 25.000 m³ Geröll und Schlamm abgingen, teilweise verschüttet. Nachdem sich nur wenige Monate danach am 25. November 1955 ein weiterer weitaus größerer Bergrutsch (250.000 m³) von den Hängen der Paganella löste, wurde der Ort evakuiert. Zwischen 1956 und 1957 entstand auf der gegenüberliegenden Talseite schließlich der Ort Zambana nuova. In den 1980er Jahren errichtete man einen Schutzwall, so dass 1993 der Ort wieder für bewohnbar erklärt wurde.
Bis 31. Dezember 2018 war Zambana eine eigenständige Gemeinde. Zum 1. Januar 2019 schloss sich Zambana mit der Gemeinde Nave San Rocco zur neuen Gemeinde Terre d’Adige zusammen. Zambana hatte am 31. Dezember 2017 1751 Einwohner auf einer Fläche von 11,7 km². Die Nachbargemeinden waren Andalo, Fai della Paganella, Lavis, Mezzolombardo, Nave San Rocco und Vallelaghi.

## Verkehr
Der Bahnhof von Zambana und Lavis-Pressano liegt an der Bahnstrecke Trient–Marilleva.

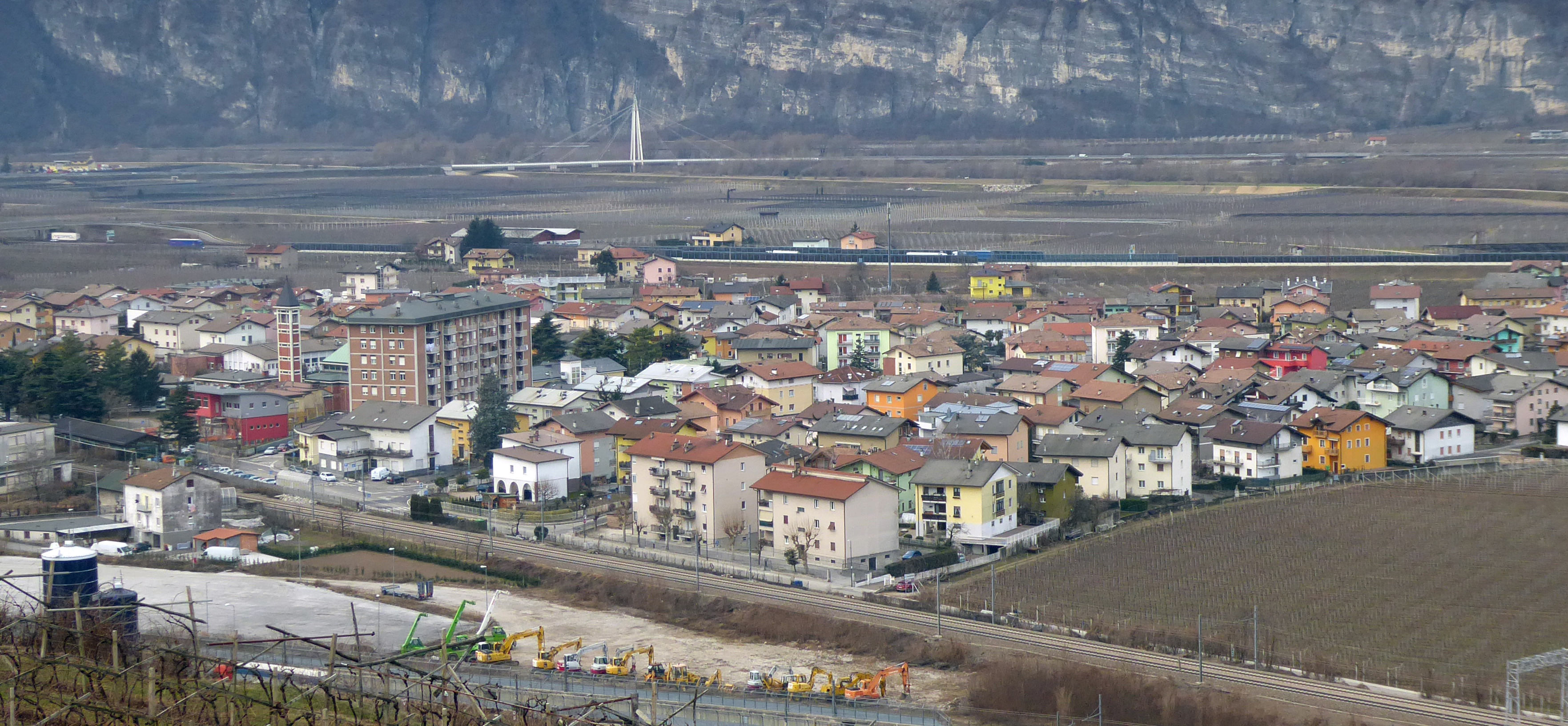
Zambana nuova
Ehemaliges Gemeindewappen
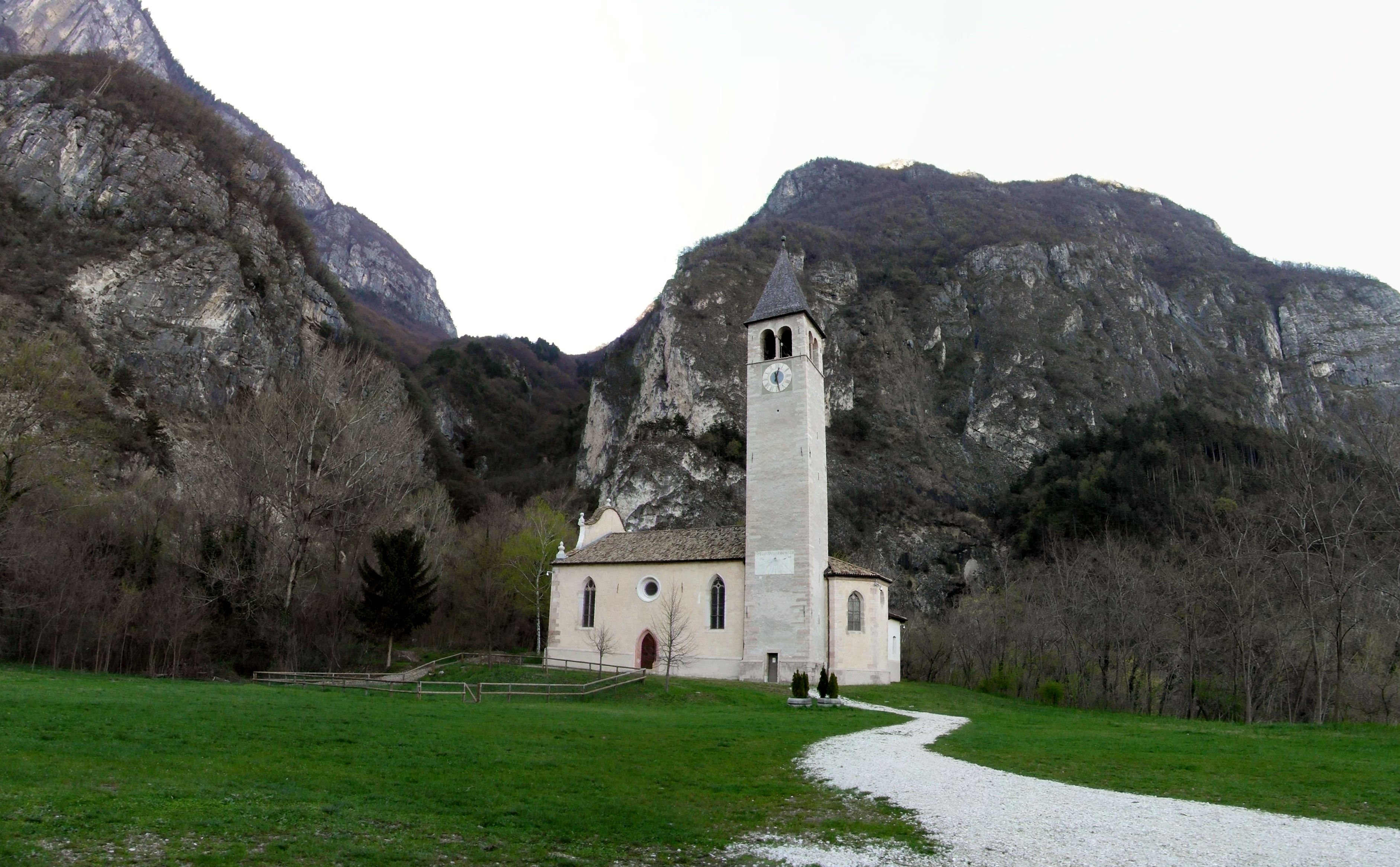
San Filippo e Giacomo in Zambana vecchia
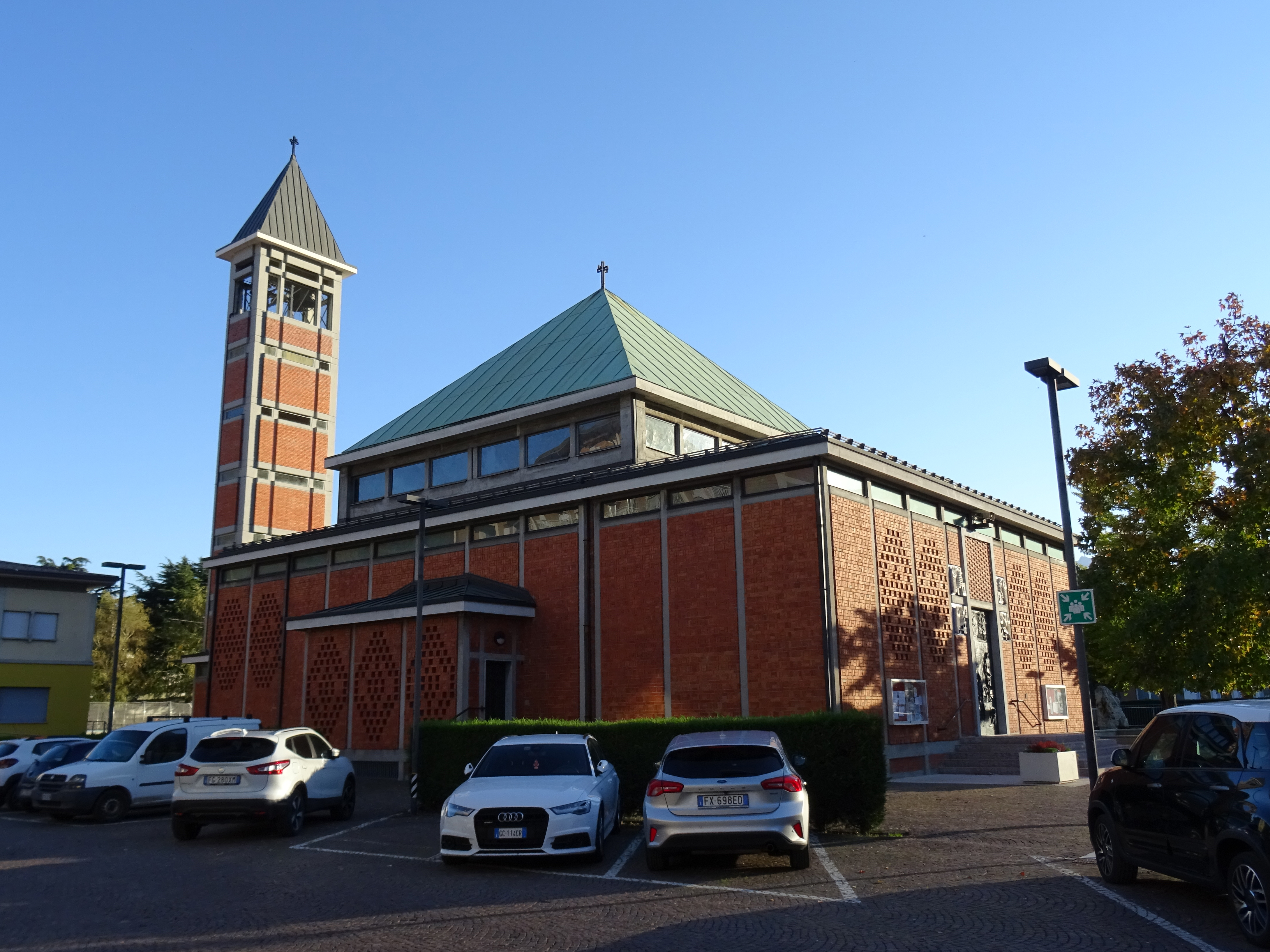
Pfarrkirche Marita Mater in Zambana nuova